# Estación Cayuqueo
Cayuqueo era una estación ferroviaria ubicada en las áreas rurales del  sudeste del Departamento General San Martín, Provincia de Córdoba, Argentina.
Fue inaugurada en 1911 por el Ferrocarril Central Argentino.
El edificio se encuentra en ruinas a la vera de la Ruta Provincial 6.

## Servicios
La estación corresponde al Ferrocarril General Bartolomé Mitre de la red ferroviaria argentina. No presta servicios de pasajeros ni de cargas. Sus vías e instalaciones están concesionadas a la empresa de cargas Nuevo Central Argentino.